# Арнолд Лухаяяр
Арнолд Лухаяяр (на естонски: Arnold Luhaäär; роден на 20 ноември 1905 г. в Мъйзакюла, починал на 19 януари 1965 г. в Талин) е естонски спортист – щангист и борец, олимпийски медалист, след това естонски съветски спортен деец (съдия, треньор, функционер).

## Биография
Завършва гимназия в Пярну. Започва да тренира вдигане на тежести през 1919 година.
Участва в Летните олимпийски игри в Амстердам (1928), заема 2-ро място с резултат 360 kg в тежката категория и поставя световен рекорд в изхвърлянето (150 kg). Не участва в Олимпиадата в Лос Анджелис (1932) заради голямата депресия, но завоюва сребърен медал европейското първенство в Есен през 1933 г. На Олимпиадата в Берлин (1936) печели бронзов медал в тежката категория с резултат 400 kg и отново поставя рекорд в изхвърлянето (165 kg). Спечелва бронзов медал на световното първенство във Виена през 1938 г.
Става шампион на Естония по класическа борба през 1931 година.
След кариерата си работи като спортен деец и съдия на състезания по вдигане на тежести. В периодите 1935 – 1940 и 1945 – 1950 г. е генерален секретар на Естонската федерация по вдигане на тежести. Треньор е на щангисти и президент на клуба „Спартак“, Талин (1946 – 1948). Оглавява съдийската колегия на Федерацията по вдигане на тежести на Естонската ССР (1949 – 1952).
От 1992 г. насам в родния му град се провежда турнир, наречен на негово име.